# Guglielmo I di Weimar
Guglielmo I di Weimar (... – 16 aprile 963) fu conte di Weimar.

## Biografia
Nelle fonti, Guglielmo I, della stirpe dei conti di Weimar, è menzionato per la prima volta in qualità di conte (Graf) attivo nella marca di Turingia in un atto del 949. Originario della regione di Saalfeld, deteneva vasti possedimenti intorno a Weimar, Jena e Apolda, probabilmente ereditati dal defunto margravio di Turingia Burcardo, i cui figli furono espulsi dalla marca di Turingia dal re dei Franchi Orientali Enrico I l'Uccellatore nel 913.
Sposò una Babenberg di Franconia, probabilmente una figlia del margravio della marca Sorabica Poppone II, il quale era stato deposto nell'892 dal re dei Franchi Orientali Arnolfo di Carinzia. Probabilmente, anche Guglielmo rivestì il ruolo di margravio di Turingia. Dal 953 al 955, lui e diversi conti della dinastia Wettin si unirono alla rivolta del duca Liudolfo di Svevia contro il re di Germania Ottone il Grande, per questo fu temporaneamente deposto ed esiliato alla corte del fratello di Ottone, il duca Enrico di Baviera. Tuttavia, nel 956 Guglielmo fu reintegrato nei suoi uffici.
Dalla moglie ebbe almeno tre figli:
- Guglielmo II (morto nel 1003), detto il Grande, successe a suo padre come conte di Weimar, margravio di Turingia dal 1002
- Poppone
- Sigeberto